# VOX TV
VOX TV je internetová soukromá televize, která nabízí zpravodajství a obsah se zaměřením na zábavu. Sebe sama charakterizuje jako „nezávislou internetovou televizi bez cenzury“. Jejími zakladateli jsou podnikatel a hudební skladatel Petr Kubelík a politička Gabriela Sedláčková. Na svých stránkách nabízí přes dvě desítky pořadů. Častým formátem jsou rozhovory se známými osobnostmi. Zakladatelskou dvojici moderátorsky doplňují například bývalý závodník Filip Turek, herní vývojář Daniel Vávra nebo rapper Jakub Studený. Nejznámějším pořadem je Mr. Kubelík Show, navazující na původní internetový pořad, který existoval ještě před založením televize.